# 布塞 (阿列省)
布塞（法語：Boucé，法語發音：[buse] ⓘ）是法国阿列省的一个市镇，位于该省中东部，属于维希区。

## 地理
布塞（46°19'4"N, 3°29'35"E）面积21.68 平方千米，位于法国奥弗涅-罗讷-阿尔卑斯大区阿列省，该省份为法国中部省份，北起涅夫勒省、西北接谢尔省，西南至克勒兹省，南至多姆山省，东南临卢瓦尔省，东临索恩-卢瓦尔省。
与布塞接壤的市镇（或旧市镇、城区）包括：桑德雷、朗日、蒙泰居勒布兰、蒙托尔德、龙热尔、圣热朗勒皮、特雷托。

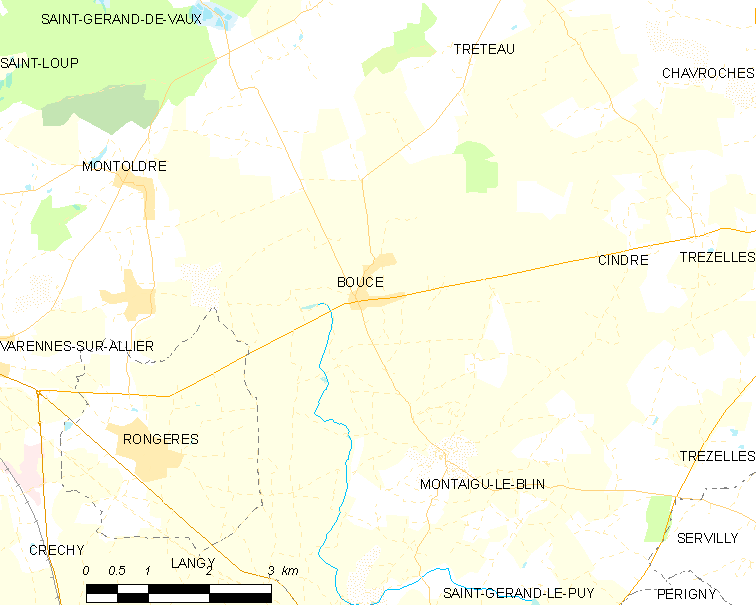
的OSM定位图

布塞的时区为UTC+01:00、UTC+02:00（夏令时）。

## 行政
布塞的邮政编码为03150，INSEE市镇编码为03034。

## 政治
布塞所属的省级选区为锡乌勒河畔圣普尔桑县。

## 人口

1962-2008年间人口变化图示

布塞于2022年1月1日时的人口数量为499人。